# James Jurin
James Jurin (Londra, 1684 – 1750) è stato un fisico britannico.

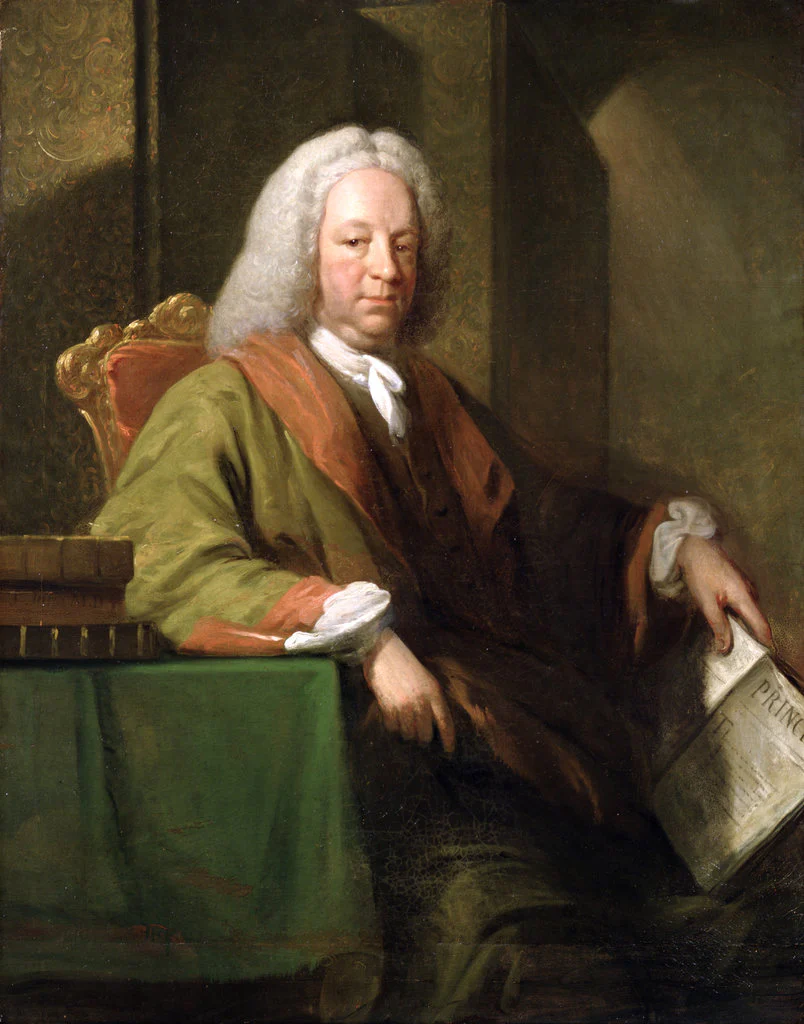
James Jurin

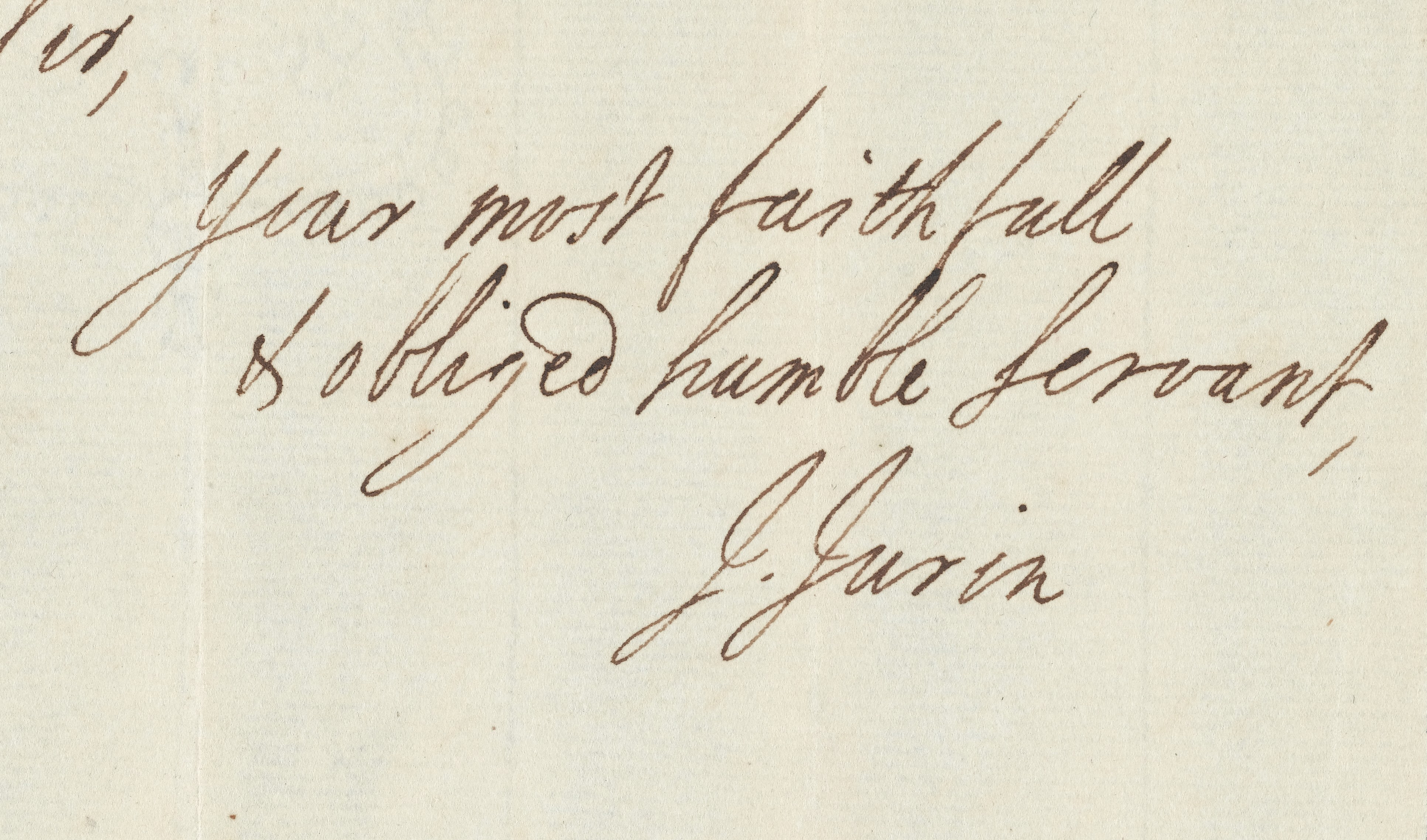
La sua firma

Studioso dei fenomeni di capillarità, arrivò ad essere nominato nel 1721 segretario della Royal Society, carica che mantenne fino al 1727.